# それから (2022年の映像作品)
『それから』は【MICS】映像表現部が制作した不登校の中学生を題材とした日本の映像作品。2022年9月17日に公開され、2023年に第1回不登校生動画選手権で入選した。

## 概要
本作は2022年に【MICS】映像表現部によって制作された。制作クリエイター自身の過去を振り返り、不登校の中学生をモデルにした映像作品となっている。不登校の原因として起立性調節障害やいじめなど様々な要因が盛り込まれている。本作に出てくるモデルとなった中心人物の元の人物が実在するのかは不明であるが、「全て実話で構成された不登校中学生のストーリー。」と示されている。映像では京都地域を舞台に京都市立西賀茂中学校や叡山電鉄などが登場する。次作として『映像作品「夜のあと」未来の話』がある。

## あらすじ
中学生の主人公は様々な要因で学校に行けず不登校になる。学校に呼ばれ行くものの教室に入る勇気はなく、諦めて帰ってしまう。主人公は周りからどう思われているのか考えながらも、もう一度学校に行くことを決意し教室に入るが、そこにあったのは先生が用意していたプリントが入った茶封筒。茶封筒には付箋が貼られており「来週は来てね 待ってるよー！」と書かれていた。それを見た主人公は…

## ショートバージョン
2023年ショートバージョンが制作されTikTokにて公開された。ショートバージョンは重要なシーンのみが要約され1分間にまとめられ、のちに第一回不登校生動画選手権で評価される。

## 評価
映像作品「それから」は第1回不登校生動画選手権で入選（入賞）。
また【MICS】映像表現部 公式サイト（アーカイブ）には視聴者から寄せられた感想が公開されている。TikTokで公開されたショートバージョンにも多くのコメントや感想が寄せられている。

## 制作グループ
本作を制作した【MICS】映像表現部は瓜生山学園 京都芸術大学附属高等学校の同好会として活動している映像制作グループである。「MICSは映像を中心に写真・デザイン・音楽などを扱うグループです。」と説明されている。